# La Mégère apprivoisée
The Taming of the Shrew
Pour les articles homonymes, voir La Mégère apprivoisée (homonymie).
La Mégère apprivoisée (en anglais The Taming of the Shrew) est l'une des premières pièces de William Shakespeare, et l'une de ses trois premières comédies (avec La Comédie des erreurs et Les Deux Gentilshommes de Vérone). Probablement écrite en 1594, elle comporte cinq actes.

## Prologue
- 1re partie : Christopher Sly, étameur ivrogne, se fait jeter hors de la taverne et s'endort sous un buisson. Un lord et sa suite revenant de la chasse le découvrent. Le lord décide de s'amuser à ses dépens ; il le fait emmener chez lui dans sa plus belle chambre. Survient une troupe de comédiens, que le lord engage aussitôt pour servir son dessein.
- 2e partie : Sly se réveille dans une chambre somptueuse, paré de richesses et avec des serviteurs à sa disposition. On lui fait croire qu'il se réveille de quinze années de désordre mental, qu'il est un noble et riche lord ; un page travesti se fait passer pour son épouse ; le maître des lieux lui annonce qu'on va donner une comédie pour fêter son retour à la santé.

## Intrigue

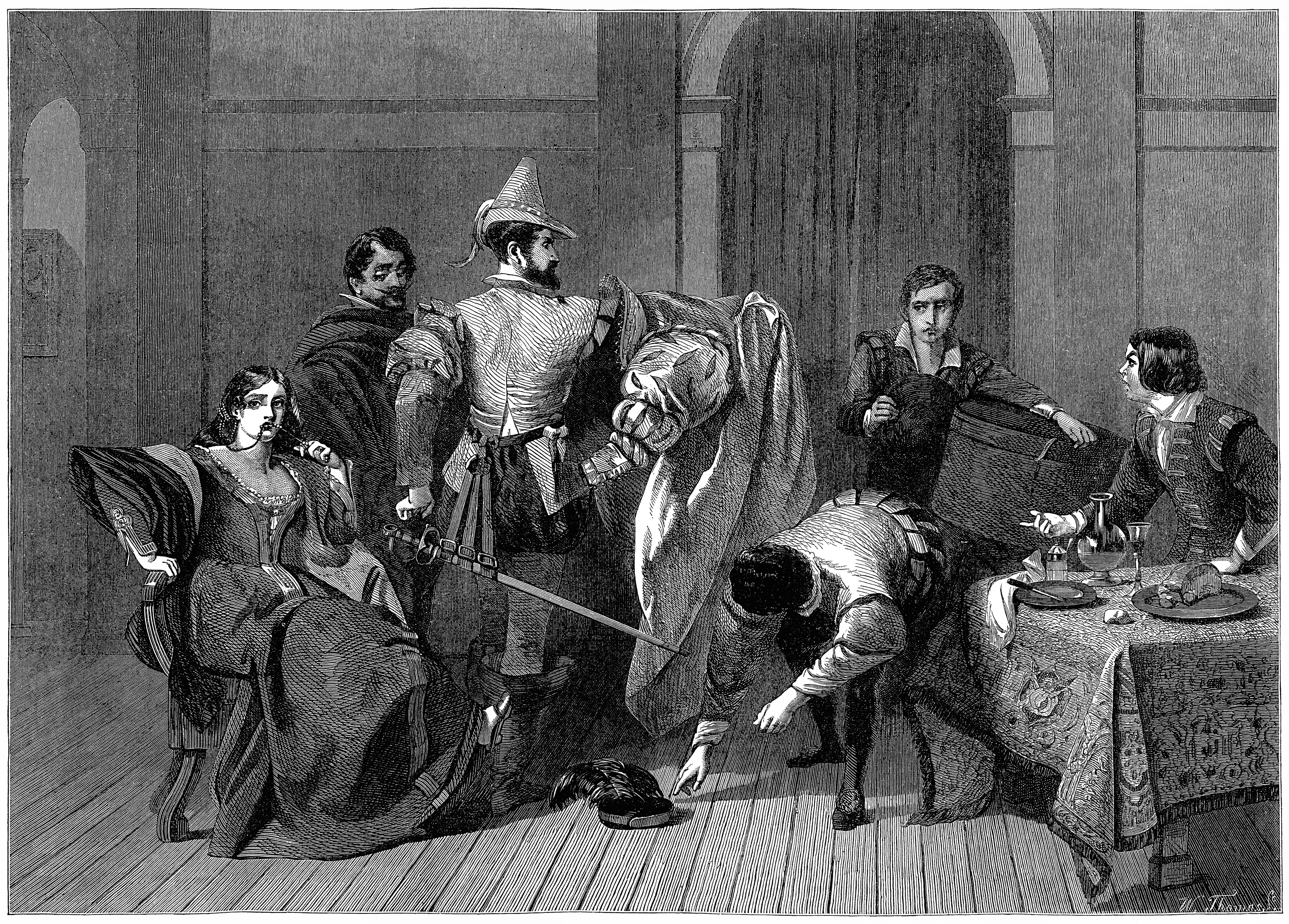
Acte IV, Scène III.

Baptista, vieil aristocrate de Padoue, a un souci : celui de marier sa fille aînée, Catharina, au caractère épouvantable et qui veut toujours avoir le dernier mot. Ainsi pourra-t-il marier sa seconde fille, la douce Bianca, que convoitent déjà deux prétendants, les seigneurs Hortensio et Gremio. Arrivent de Pise le jeune seigneur Lucentio et son fidèle valet Tranio. Lucentio tombe amoureux de Bianca et, pour pouvoir l'approcher plus facilement, il demande à son valet de le remplacer en tant que seigneur, ce qui fait entrer Tranio en rivalité avec Gremio et Hortensio. Puis vient ensuite de Vérone le gentilhomme Petruchio, avec son serviteur Grumio.
Petruchio n'a qu'une idée en tête ; épouser une femme riche pour combler sa vie, à la mémoire de son défunt père. Il va donc trouver Baptista, et le convainc de lui présenter sa fille ainée. Après cette scène de connaissance très mouvementée, il prie Baptista de lui donner la main de Catharina, qu'il emmène ensuite à Vérone. Il commence à la « dresser », en la privant de nourriture, de sommeil et en lui faisant porter de beaux vêtements entre autres.
Entre-temps, Tranio, très futé, a trouvé le moyen d'évincer le prétendant Gremio pour la main de Bianca, tandis que Lucentio, déguisé en professeur de sciences et lettres, séduit celle-ci. Ils se marient ensuite en secret et Hortensio, désespéré, abandonne l'affaire et s'en va épouser une veuve.
La pièce se clôt sur le retour de Petruchio et Catharina au domaine du père de cette dernière. Afin de fêter les noces, tous les convives se réunissent, ainsi que Lucentio et Hortensio avec leurs épouses. Les trois hommes font un pari, gageant laquelle de leurs femmes sera la plus soumise. Catharina, devenue parfaitement sage, obéit à l'appel de son époux, et Petruchio remporte le pari haut la main.

## Adaptations

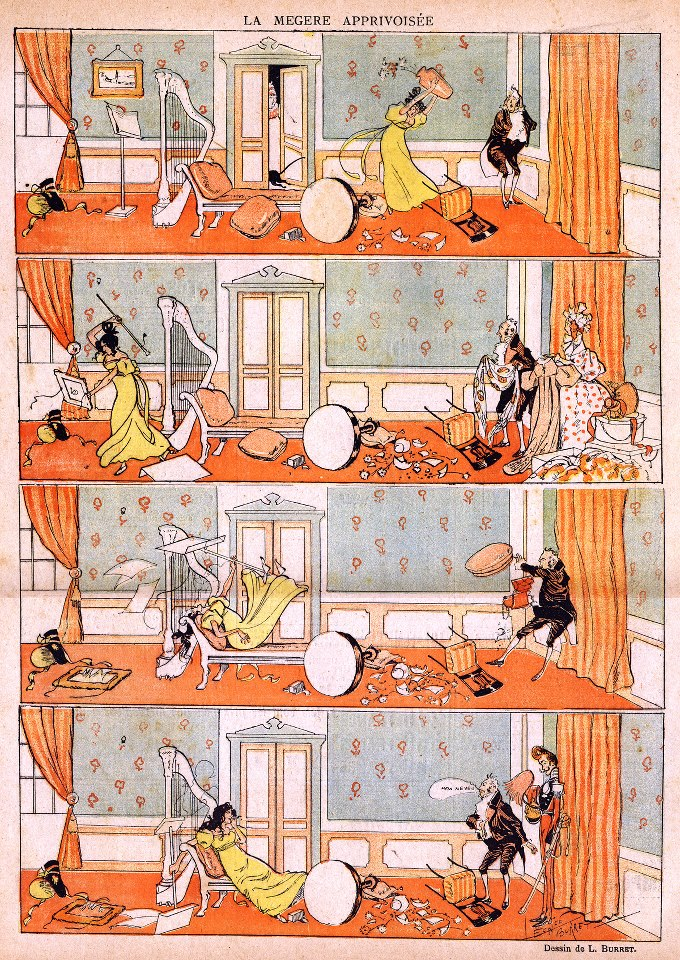
La Mégère Apprivoisée, bande dessinée de Léonce Burret parue dans Le Rire no 233 (22 avril 1898).

### Ballet
- En 1968, le chorégraphe John Cranko représente pour la première fois le ballet Der Widerspenstigen Zähmung (La Mégère apprivoisée) au Ballet de Stuttgart avec une musique composée par Kurt-Heinz Stolze.
- En 2014, le chorégraphe Jean-Christophe Maillot, directeur du Ballet de Monte-Carlo, crée pour le Bolchoï un nouveau ballet, sur des musiques de film de Chostakovitch.

### Au cinéma
- 1908 : La Mégère apprivoisée (The Taming of the Shrew), court-métrage muet américain de 17 minutes réalisé par D. W. Griffith, avec Florence Lawrence dans le rôle-titre et Arthur V. Johnson dans le rôle de Petruchio
- 1911 : The Taming of the Shrew, court-métrage muet britannique réalisé par Frank R. Benson
- 1911 : La Mégère apprivoisée, court-métrage muet français réalisé par Henri Desfontaines
- 1915 : The Taming of the Shrew, court-métrage britannique réalisé par Arthur Backner
- 1923 : The Taming of the Shrew, court-métrage britannique réalisé par Edwin J. Collins
- 1929 : La Mégère apprivoisée (The Taming of the Shrew), film américain réalisé par Sam Taylor, adaptation de la pièce avec des « dialogues additionnels de Sam Taylor », selon le générique du film qui met en vedette Mary Pickford et Douglas Fairbanks
- 1956 : La Mégère apprivoisée (La fierecilla domada), film espagnol réalisé par Antonio Román, avec Carmen Sevilla dans le rôle-titre
- 1967 : La Mégère apprivoisée (The Taming of the Shrew), film italo-américain réalisé par Franco Zeffirelli, adaptation de la pièce, avec Elizabeth Taylor dans le rôle-titre et Richard Burton dans le rôle de Petruchio
- 1999 : Dix bonnes raisons de te larguer (10 Things I Hate About You), film américain réalisé par Gil Junger, adaptation moderne de la pièce avec Heath Ledger et Julia Stiles

### À la télévision
- 1964 : La Mégère apprivoisée, téléfilm réalisé par Pierre Badel pour la RTF, adaptation télévisuelle de la pièce, avec Rosy Varte dans le rôle-titre et Bernard Noël dans celui de Petruchio
- 1971 : La Mégère apprivoisée (Der Widerspenstigen Zähmung), film allemand réalisé par John Cranko, adaptation cinématographique du ballet créé en 1968 d'après la pièce, avec Marcia Haydée
- 1971 : Der Widerspenstigen Zähmung, téléfilm allemand réalisé par Otto Schenk, avec Klaus Maria Brandauer
- 1981 : Kiss Me, Petruchio, téléfilm documentaire réalisé par Christopher Dixon suivant la production de 1978 de Wilford Leach au Delacorte Theatre pour le festival "Shakespeare in The Park". Le documentaire entre-coupe des captations de la pièce et des interviews de Meryl Streep (Catharina) et Raúl Juliá (Petruchio) sur la préparation de leurs rôles[1].
- 1987 : Atomic Shakespeare, épisode 7, troisième saison, de la série télévisée américaine Clair de lune (Moonlighting), réalisé par Will Mackenzie. Cet épisode offre une parodie de la pièce : un jeune fan de la série, frustré de ne pouvoir regarder l'épisode du jour, car sa mère lui impose de faire ses devoirs, commence par lire La Mégère apprivoisée et imagine les comédiens de la série jouer la pièce. Cybill Shepherd joue Catharina, et Bruce Willis Petruchio. L'épisode coupe certains passages de la pièce pour une question de durée, et modifie la fin pour la rendre moins misogyne. Bien qu'accumulant gags, anachronismes, et dialogues burlesques, il reste fidèle à la trame principale de la pièce.

### Musique
- 1930 : Ouverture La bisbetica domata, op. 61, de Mario Castelnuovo-Tedesco
- 1948 : Kiss me, Kate, comédie musicale de Cole Porter, dans laquelle des acteurs répètent une adaptation musicale de La Mégère apprivoisée. Le titre de la comédie musicale étant lui-même une citation de l'acte 5, scène 2, de la pièce originale, où Petruccio déclare « Why there's a wench! Come on, and kiss me, Kate ».

### Bande dessinée
- 1998: L'acariâtre apprivoisé (Paperon Bisbeticus domato), écrite par Silvano Mezzavilla et dessinée par Giorgio Cavazzano. Il s'agit d'une libre parodie de la pièce mettant en scène Balthazar Picsou dans le rôle-titre. La "vraie" pièce est mentionnée à la fin, l'histoire étant présentée comme une première version travaillée par Shakespeare.